# Herszény
Herszény (románul: Hârseni, németül Scharkan) falu Romániában, Erdélyben, Brassó megyében.

## Fekvése
A Fogarasi-havasok északi lábánál, Fogarastól 10 km-re dél-délkeletre fekszik, a DJ104B út mentén.

## Nevének eredete
Neve a román Hârs keresztnévből, az pedig Aranyszájú Szent János melléknevéből ered (Hrisostom). Először 1520-ban említették, Herszeni alakban. Ezután 1589-ben Herszén, 1632-ben Herszin, 1637-ben Hirszen, 1839-ben Hirsziny és  1854-ben Herszény néven fordult elő.

## Története
Fogaras vidéki román falu volt. Majláth István özvegye, Nádasdy Anna 1556-ban megerősítette Barszán fiai, Many és Markul és unokái, Barszan és Roman boérságát. 1632-ben 48 jobbágy-, 5 boér-, 5 havasalföldi és 1 moldvai zsellércsalád, egy darabont és két pap, 1722-ben 70 kisbojár és 95 jobbágycsalád lakta. 1764 és 1851 között az orláti határőrezredhez, 1876 után Fogaras vármegyéhez tartozott. Legelője és rétje kevés volt, lakói főként növényt termesztettek, az 1930-as évekig három-, azután négynyomásos gazdálkodás keretében.

## Népessége
- 1850-ben 661 lakosából 647 volt román és 14 cigány nemzetiségű; 370 ortodox és 291 görögkatolikus vallású.
- 2002-ben 545 lakosából 505 volt román és 38 cigány nemzetiségű; 539 ortodox vallású.